# Leptospermum coriaceum
Leptospermum coriaceum är en myrtenväxtart som först beskrevs av Ferdinand von Mueller och Friedrich Anton Wilhelm Miquel, och fick sitt nu gällande namn av Edwin Cheel. Leptospermum coriaceum ingår i släktet Leptospermum och familjen myrtenväxter. Inga underarter finns listade i Catalogue of Life.